# 皮爾格林 (密歇根州)
皮爾格林（英語：Pilgrim）是位於美國密歇根州本西縣的一個普查規定居民點。

## 人口
根據2020年美國人口普查的數據，皮爾格林的面積為0.92平方千米，當中陸地面積為0.92平方千米，而水域面積為0.00平方千米。當地共有人口44人，而人口密度為每平方千米47.83人。